# 安德烈亞·貝爾托拉奇
安德烈亞·貝爾托拉奇（義大利語：Andrea Bertolacci，1991年1月11日—）是義大利職業男子足球運動員，在場上司職中場。他也是義大利國家青年足球隊和義大利國家足球隊的一員。現效力於土超球隊卡拉古拉克。

## 外部連結
- La Gazzetta dello Sport Profile （页面存档备份，存于） （意大利文）
- FIGC （页面存档备份，存于） （意大利文）
- UEFA U-19 Profile （页面存档备份，存于）